# Divriği
Divriği je grad i kajmakam u pokrajini Sivas, središnja Turska, 130 km jugoistočno od grada Sivasa. Grad je smješten na blagim padinama s južne strane rijeke Çaltısuyu, pritoci Karasua, jednom od dva izvora Eufrata.
Vodeća djelatnost u Divriğiju je rudarstvo željezne rudače koja se prevozi 900 km do obale Crnog mora gdje se nalaze najbliže željezare. Divriği je povezan željezničkom prugom Sivas-Erzurum.
Velika džamija i bolnica u Divriğiju su zbog izvanredne arhitekture i jedinstvenih reljefnih ukrasa, 1985. godine upisani na UNESCO-ov popis mjesta svjetske baštine u Aziji i Oceaniji. Na brdu iznad grada nalaze se ruševine citadele iz 13. stoljeća.

## Povijest
Ovo područje je bilo naseljeno Hetitima u brončanom dobu. God. 63. pr. Kr. rimski general Pompej Veliki na ovom mjestu je pobijedio posljednjeg kralja Ponta, Mitridata VI. i osvojio cijelu Paflagoniju. Kao spomen na tu bitku Pompej je dao izgraditi grad Nicopolis koji se u starogrčkim izvorima naziva Apbrike. Tijekom Bizantskog Carstva grad se zvao Tephrike (grčki: Τεφρική) i bio je važnom utvrdom pavlićanskih (oblik gnosticizma) Armenaca. Oni su ga utvrdili i rabili kao svoju prijestolnicu tijekom 9. stoljeća kada su uživali poluneovisno kraljevstvo. Bazilije I. Makedonac ga osvaja 872. godine i čini bizantskom temom (upravna jedinica).
Nakon bitke kod Mancikerta 1071. godine, ovo područje je osvojio Gazi-Mengücek, general Seljdžučke turske vojske koji je postao njegovim prvim begom. Od 1228. – 29. godine, za vrijeme uprave bega Mengücek Emir Ahmeda Šaha, izgrađena je Velika džamija (Divriği Ulu Camii) koja stoji netaknuta i dan danas. Džamija je spojena s bolnicom za umobolnike (marestan) Darüşşifa ("Kuća zaliječenja") koju je dala izgraditi njegova supruga Malikaturan Malik, kćerka sultana Fahreddina Behrama Šaha, vladara pokrajine Erzincan. Ovaj kompleks se smatra najvažnijom građevinom seljdžučkih Turaka u Anatoliji.
Mengučekidi su bili dinastija koja je vladala cijelim begeklukom (kasnije vilajet) od 118. do mongolske okupacije 1277. godine. Nakon što su ga Mongoli uništili Seldžuci ga obnavljaju samo par godina poslije.
Od 1516. godine pripada Osmanskom Carstvu, a od 1923. modernoj Republici Turskoj. 1930-ih je u Divriğiju pronađena bogato ležište magnetita i on je ubrzo postao vodećim rudarskim gradom željezne rudače u Turskoj

## Vanjske poveznice
- İbrahim Shaikh, "The Miracle of Divriği  Arhivirana inačica izvorne stranice od 27. rujna 2007. (Wayback Machine)" (PDF) (engl.)